# Carcheto-Brustico
Carcheto-Brustico é uma comuna francesa na região administrativa de Córsega, no departamento da Alta Córsega. Estende-se por uma área de 5,19 km². 